# US Open 2018 (tennis, rolstoelvrouwendubbel)
Op het US Open in 2018 speelden de rolstoelvrouwen de wedstrijden in het dubbelspel op vrijdag 7 en zaterdag 8 september 2018 in het USTA Billie Jean King National Tennis Center te New York.

## Toernooisamenvatting
De Nederlandse titelverdedigsters Marjolein Buis en Diede de Groot hadden zich niet als koppel voor deze editie van het toernooi ingeschreven.
Buis speelde samen met landgenote Aniek van Koot – zij bereikten de finale.
De Groot en haar Japanse partner Yui Kamiji wonnen het toernooi. In de finale versloegen zij Buis en Van Koot in twee sets. Het koppel De Groot / Kamiji won al eerder dubbelspeltitels, recentelijk op het BNP Paribas Open de France in Parijs in juni 2018, op Wimbledon 2018, alsmede op de British Open Wheelchair Tennis Championships in Nottingham in juli 2018.

## Geplaatste teams
| Nr. | Team                          | Resultaat   | Uitgeschakeld door        |
| --- | ----------------------------- | ----------- | ------------------------- |
| 1.  | Diede de Groot Yui Kamiji     | winnaressen | winnaressen               |
| 2.  | Marjolein Buis Aniek van Koot | finale      | Diede de Groot Yui Kamiji |

## Toernooischema
| Legenda | Legenda                  |
| ------- | ------------------------ |
| Q       | Qualifier                |
| WC      | Deelname via wildcard    |
| LL      | Lucky Loser              |
| r       | Opgave / trok zich terug |
| w/o     | Walk-over                |
| Alt     | Alternate                |
| SE      | Special Exempt           |
| PR      | Protected Ranking        |
| d       | Diskwalificatie          |

|  | eerste ronde | eerste ronde                  | eerste ronde                  | eerste ronde | eerste ronde |                                   |   | finale | finale | finale | finale | finale |
|  |              |                               |                               |              |              |                                   |   |        |        |        |        |        |
|  | 1            | Diede de Groot Yui Kamiji     | 6                             | 6            |              |                                   |   |        |        |        |        |        |
|  |              | Sabine Ellerbrock Lucy Shuker | 0                             | 0            |              |                                   |   |        |        |        |        |        |
|  |              | Sabine Ellerbrock Lucy Shuker | 0                             | 0            | 1            | Diede de Groot Yui Kamiji         | 6 | 6      |        |        |        |        |
|  |              |                               |                               |              |              | Diede de Groot Yui Kamiji         | 6 | 6      |        |        |        |        |
|  |              | 2                             | Marjolein Buis Aniek van Koot | 3            | 4            |                                   |   |        |        |        |        |        |
|  |              | 2                             | Marjolein Buis Aniek van Koot | 3            | 4            | Dana Mathewson Kgothatso Montjane | 1 | 1      |        |        |        |        |
|  |              |                               |                               |              |              | Dana Mathewson Kgothatso Montjane | 1 | 1      |        |        |        |        |
|  | 2            | Marjolein Buis Aniek van Koot | 6                             | 6            |              |                                   |   |        |        |        |        |        |